# Juan Luis Irazusta
Juan Luis Irazusta Adarraga (Hernani, 28 maggio 1948) è un ex calciatore spagnolo, di ruolo portiere.

## Carriera

### Esordi
Nel 1967 Irazusta arriva a giocare in Catalogna, per l'Atlético Cataluña Club de Fútbol, squadra affiliata del Barcellona, proveniente dall'Hernani.
Nel 1970 l'Atlético Cataluña si accorpa al Club Deportivo Condal per creare il Barcelona Atlètic, squadra filiale del Barcellona. 
Nel 1971 viene ceduto in prestito al Sabadell, un'altra compagine catalana che milita in Primera División. 
Nelle prime due partite di campionato, il portiere titolare è José Martínez Palomar. Irazusta debutta nella massima serie il 19 settembre 1971, alla terza giornata di campionato, in occasione di una vittoria casalinga per 2-1 contro il Real Betis di Siviglia. Colleziona 22 presenze totali in campionato, fino alla ventiquattresima giornata, quando ritorna in porta Palomar. A fine stagione il Sabadell si trova in ultima posizione in classifica e viene retrocesso in Segunda División.

### Real Saragozza
Nella stagione 1972-1973 viene ceduto nuovamente in prestito, questa volta al Real Saragozza, ancora una volta in Primera División. La sua cessione in Aragona è dovuta al fatto che Irazusta deve svolgere il servizio militare in quella zona. Durante questa stagione non colleziona nessuna presenza in campionato. Nella stagione successiva viene ufficializzato il suo trasferimento nella squadra aragonese a titolo definitivo.
Debutta il 7 ottobre 1973 contro il CD Castellón, in occasione di una vittoria per 3 a 2 alla Romareda. Il 16 dicembre, in trasferta al Vicente Calderón contro l'Atletico Madrid, si procura un infortunio al collo che lo costringe a saltare il resto della stagione.
Nella stagione 1974-1975 recupera il posto da titolare, fa anche il suo esordio nelle competizioni europee l'11 settembre 1974, debuttando da titolare in trasferta contro il Vitória di Setúbal in Coppa UEFA. Il Real Saragozza arriva agli ottavi di finale dove viene eliminato dal Borussia Mönchengladbach. In questa stagione, il club raggiunge il miglior piazzamento della sua storia con il secondo posto in classifica. Fa parte della squadra che entrerà nella storia del Real Saragozza come "los Zaraguayos", ricordata dai tifosi come una delle più forti del club.
Si ritira nel 1983 dopo undici stagioni trascorse con i maños e 180 partite.
Dopo il ritiro allenò per 5 anni una squadra giovanile nella città di Barcellona. Successivamente si allontanò dal mondo del calcio, che dichiarò non gradire particolarmente, e conseguì i certificati da allenatore di pallamano e pallacanestro.
Curiosamente, dichiarò anche che non gli piacque mai giocare in porta, e che avrebbe preferito giocare come calciatore di movimento, ma all'inizio della carriera risultò portato per il ruolo di portiere e proseguì con quello. Di tanto in tanto, nelle amichevoli in allenamento giocava in altri ruoli.

## Palmarès
- Segunda División spagnola: 1

Real Saragozza: 1977-1978